# Albert Brooks

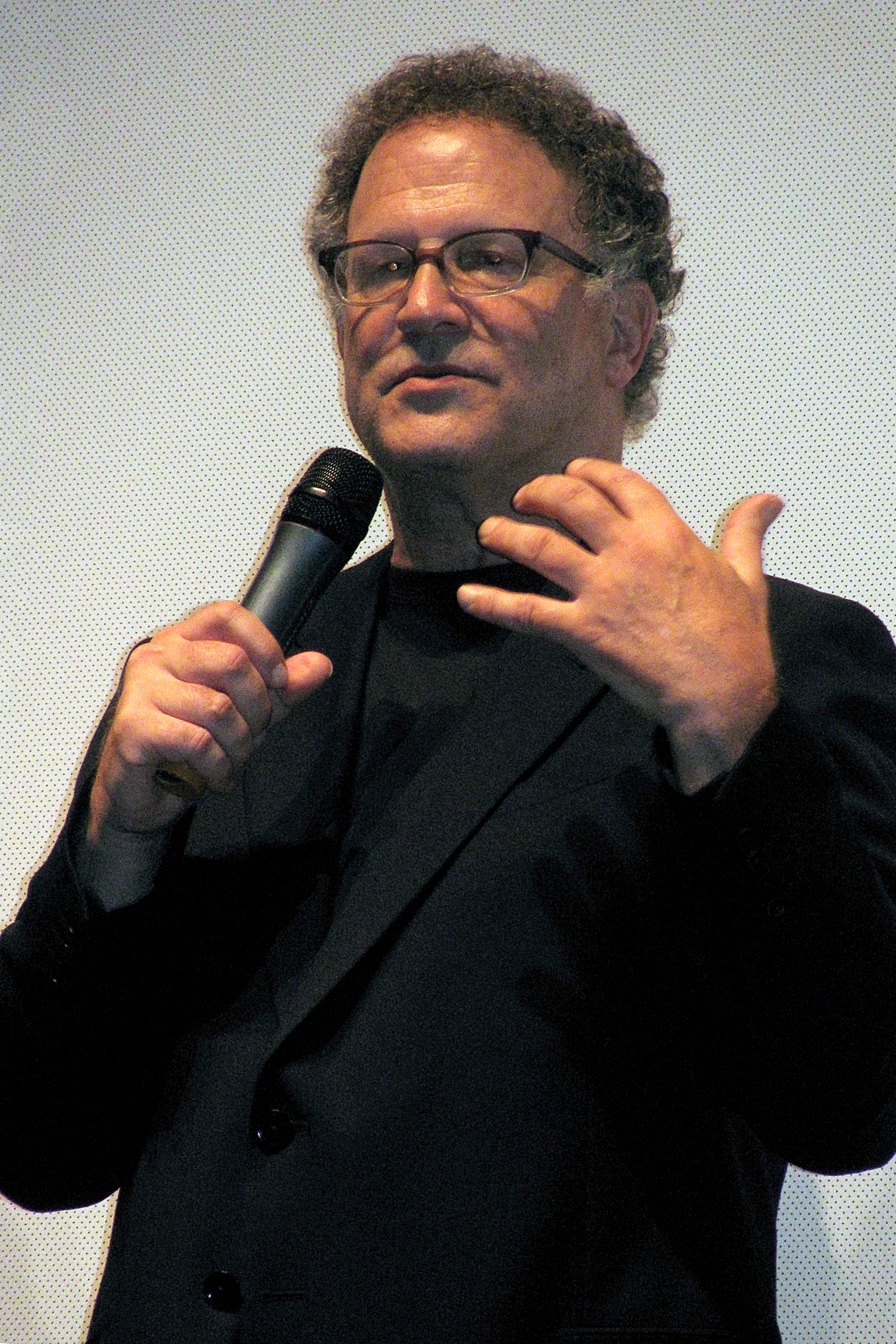
Albert Brooks (2011)

Albert Lawrence Brooks (* 22. Juli 1947 in Beverly Hills, Kalifornien; eigentlich Albert Lawrence Einstein) ist ein US-amerikanischer Schauspieler, Filmregisseur und Drehbuchautor.

## Leben
Albert Lawrence Einstein wurde als Sohn der Schauspielerin Thelma Leeds, geborene Goodman, und des Radiomoderators Harry Einstein in Los Angeles geboren. Sein älterer Bruder war der Schauspieler und Komiker Bob Einstein. Seine Großeltern wanderten aus Österreich und Russland ein. Er selbst ist jüdisch und wuchs in einem vom Showbusiness geprägten Umfeld auf. Brooks besuchte mit den gleichaltrigen Richard Dreyfuss und Rob Reiner die Beverly Hills Highschool. Er studierte an der Carnegie Mellon University in Pittsburgh und brach nach einem Jahr sein Studium ab. Er übernahm eine Nebenrolle im Film Taxi Driver (1976), in dem er neben Robert De Niro, Jodie Foster und Harvey Keitel spielte.
Brooks wurde 1988 für seine Rolle im Film Nachrichtenfieber für den Filmpreis Oscar nominiert; er gewann den American Comedy Award und den Boston Society of Film Critics Award. Im Film Rendezvous im Jenseits (1991) übernahm er die Regie, spielte die Hauptrolle und schrieb das Drehbuch, für das er 1992 für den Saturn Award nominiert wurde. Im Kriminalfilm Out of Sight (1998) spielte er den Millionär Richard Ripley, den der von George Clooney gespielte Jack Foley berauben will. In der Komödie Ein ungleiches Paar (2003) spielte er neben Michael Douglas eine der Hauptrollen.
Als Drehbuchautor gewann er für die Filme Kopfüber in Amerika (1985) und Mother (1996) den National Society of Film Critics Award.
Brooks ist seit dem Jahr 1997 mit Kimberly Shlain verheiratet und hat zwei Kinder.

## Filmografie

### Als Schauspieler
- 1976: Taxi Driver
- 1979: Aus dem Leben gegriffen (Real Life)
- 1980: Schütze Benjamin (Private Benjamin)
- 1980: Modern Romance – Muss denn Liebe Alptraum sein? (Modern Romance)
- 1983: Unheimliche Schattenlichter (Twilight Zone: The Movie)
- 1983: Zeit der Zärtlichkeit (Terms of Endearment)
- 1984: Bitte nicht heute Nacht (Unfaithfully Yours)
- 1985: Kopfüber in Amerika (Lost in America)
- 1987: Nachrichtenfieber – Broadcast News (Broadcast News)
- 1990–2021: Die Simpsons (The Simpsons, Stimme, 8 Episoden)
- 1991: Rendezvous im Jenseits (Defending Your Life)
- 1994: Der Scout (The Scout)
- 1994: Geht’s hier nach Hollywood? (I’ll Do Anything)
- 1996: Mother
- 1997: Sterben und erben (Critical Care)
- 1998: Dr. Dolittle (Doctor Dolittle)
- 1998: Out of Sight
- 1999: Die Muse (The Muse)
- 2001: My First Mister
- 2003: Ein ungleiches Paar (The In-Laws)
- 2003: Findet Nemo (Finding Nemo, Stimme)
- 2005: Looking for Comedy in the Muslim World
- 2006: Weeds (Weeds, 4 Episoden)
- 2007: Die Simpsons – Der Film (The Simpsons Movie, Stimme)
- 2011: Drive
- 2012: Immer Ärger mit 40 (This Is 40)
- 2014: A Most Violent Year
- 2015: Der Kleine Prinz (The Little Prince, Stimme)
- 2015: Erschütternde Wahrheit (Concussion)
- 2016: Pets (The Secret Life of Pets, Stimme)
- 2016: Findet Dorie (Finding Dorie, Stimme)
- 2017: I Love You, Daddy

### Als Regisseur
- 1979: Aus dem Leben gegriffen (Real Life)
- 1980: Modern Romance – Muss denn Liebe Alptraum sein? (Modern Romance)
- 1985: Kopfüber in Amerika (Lost in America)
- 1991: Rendezvous im Jenseits (Defending Your Life)
- 1996: Mother
- 1999: Die Muse (The Muse)
- 2005: Looking for Comedy in the Muslim World

## Auszeichnungen und Nominierungen

### FürKopfüber in Amerika
- National Society of Film Critics Award  für das beste Drehbuch

### FürMother
- National Society of Film Critics Award für das beste Drehbuch
- New York Film Critics Circle Award für das beste Drehbuch

### FürNachrichtenfieber – Broadcast News
- American Comedy Award als lustigster Nebendarsteller
- Boston Society of Film Critics Award als bester Nebendarsteller
- Nominiert – Academy Award als bester Nebendarsteller
- Zweiter Platz – National Society of Film Critics Award als bester Darsteller
- Dritter Platz – National Society of Film Critics Award als bester Nebendarsteller

### FürDrive
- African American Film Critics Association Award als bester Nebendarsteller
- Austin Film Critics Association Award als bester Nebendarsteller
- Boston Society of Film Critics Award als bester Nebendarsteller
- Chicago Film Critics Association Award als bester Nebendarsteller
- Florida Film Critics Circle Award als bester Nebendarsteller
- Houston Film Critics Society Award als bester Nebendarsteller
- Las Vegas Film Critics Society Award als bester Nebendarsteller
- National Society of Film Critics Award als bester Nebendarsteller
- New York Film Critics Circle Award als bester Nebendarsteller
- New York Film Critics Online Award als bester Nebendarsteller
- Oklahoma Film Critics Circle Award als bester Nebendarsteller
- Phoenix Film Critics Society Award als bester Nebendarsteller
- San Francisco Film Critics Circle Award als bester Nebendarsteller
- Satellite Award als bester Nebendarsteller – Spielfilm
- St. Louis Gateway Film Critics Association Award als bester Nebendarsteller
- Village Voice Film Umfrage – bester Nebendarsteller
- Washington D.C. Area Film Critics Association Award als bester Nebendarsteller
- Nominiert – Broadcast Film Critics Association Award als bester Nebendarsteller
- Nominiert – Central Ohio Film Critics Association Award als bester Nebendarsteller (Zweitplatzierter)
- Nominiert – Detroit Film Critics Society Award als bester Nebendarsteller
- Nominiert – Golden Globe Award als bester Nebendarsteller
- Nominiert – Independent Spirit Award als bester Nebendarsteller
- Nominiert – Indiana Film Journalists Association Award als bester Nebendarsteller (Zweitplatzierter)
- Nominiert – London Film Critics Circle Award als bester Nebendarsteller des Jahres
- Nominiert – Online Film Critics Society Award als bester Nebendarsteller
- Nominiert – San Diego Film Critics Society Award als bester Nebendarsteller
- Nominiert – Southeastern Film Critics Association Award als bester Nebendarsteller (Zweitplatzierter)